# Nguyễn Thanh Bình (cầu thủ bóng đá, sinh 2000)
Nguyễn Thanh Bình (sinh ngày 2 tháng 11 năm 2000) là một cầu thủ bóng đá chuyên nghiệp người Việt Nam hiện đang thi đấu ở vị trí trung vệ cho câu lạc bộ V.League 1 Viettel và đội tuyển bóng đá quốc gia Việt Nam.

## Sự nghiệp câu lạc bộ
Nguyễn Thanh Bình trưởng thành từ lò đào tạo của Viettel. Năm 2020, anh cùng đội U-21 Viettel giành chức vô địch giải U-21 quốc gia. Cũng trong năm này, anh giành thêm chức vô địch giải bóng đá hạng Nhất quốc gia trong màu áo câu lạc bộ Bình Định.
Thanh Bình có màn ra mắt V.League 1 trong trận Viettel thua Hải Phòng 0–1 vào ngày 16 tháng 1 năm 2021.

## Sự nghiệp quốc tế
Ngày 7 tháng 9 năm 2021, Nguyễn Thanh Bình ra mắt đội tuyển quốc gia Việt Nam khi vào sân thay Nguyễn Thành Chung trong trận đấu gặp Úc trên sân vận động Quốc gia Mỹ Đình tại vòng loại thứ 3 World Cup 2022 khu vực châu Á. Ngày 29 tháng 3 năm 2022, anh có bàn thắng quốc tế đầu tiên vào lưới Nhật Bản trên sân vận động Saitama 2002 trong lượt trận đấu cuối cùng tại vòng loại thứ 3 World Cup 2022.

## Thống kê sự nghiệp

### Quốc tế
Tính đến ngày 21 tháng 9 năm 2022
| Đội tuyển quốc gia | Năm       | Trận | Bàn |
| ------------------ | --------- | ---- | --- |
| Việt Nam           | 2021      | 2    | 0   |
| Việt Nam           | 2022      | 4    | 1   |
| Tổng cộng          | Tổng cộng | 6    | 1   |

#### Bàn thắng quốc tế
Bàn thắng của đội tuyển Việt Nam được liệt kê trước.
| #  | Ngày                | Địa điểm                                     | Đối thủ  | Bàn thắng | Kết quả | Giải đấu                 |
| -- | ------------------- | -------------------------------------------- | -------- | --------- | ------- | ------------------------ |
| 1. | 29 tháng 3 năm 2022 | Sân vận động Saitama 2002, Saitama, Nhật Bản | Nhật Bản | 1–0       | 1–1     | Vòng loại World Cup 2022 |

## Danh hiệu
Bình Định
- V.League 2: 2020

Viettel
- Giải bóng đá vô địch U-21 Quốc gia: 2020

U-23 Việt Nam
- Đại hội Thể thao Đông Nam Á: 2021

Việt Nam
- Giải vô địch bóng đá ASEAN: 2024
- VFF Cup: 2022

Cá nhân
- Đội hình tiêu biểu V.League 1: 2022